# Ageratella
Ageratella – rodzaj roślin z rodziny astrowatych (Asteraceae). Obejmuje dwa gatunki występujące w Meksyku. 

## Systematyka
Pozycja według APweb (aktualizowany system APG III z 2009)
Jeden z rodzajów plemienia Eupatorieae z podrodziny Asteroideae w obrębie rodziny astrowatych (Asteraceae) z rzędu astrowców (Asterales) należącego do dwuliściennych właściwych.
Wykaz gatunków
- Ageratella microphylla (Sch.Bip.) A.Gray ex S.Watson
- Ageratella palmeri (A.Gray) B.L.Rob.